# 肾托秋海棠
肾托秋海棠（学名：Begonia mengtzeana）为秋海棠科秋海棠属的植物，是中国的特有植物。分布于中国大陆的云南等地，生长于海拔2,100米至2,300米的地区，多生于山顶林下潮湿处，目前已由人工引种栽培。